# 江口正吉
江口 正吉（えぐち まさよし）は、安土桃山時代から江戸時代前期にかけての武将。丹羽家宿老衆・結城家臣。通称は三郎右衛門。本姓は藤原氏、家紋は洲浜。

## 生涯
近江国出身と伝わる。織田家の家臣・丹羽長秀の家臣として幼年から近侍し、たびたび戦功を立てる。
織田信長の死後、清洲会議以降は織田家四宿老合議のうえ、京奉行の一人となった。また、時期は不明だが若狭国国吉城主も務めている。
天正11年（1583年）の賤ヶ岳の戦いでは、陥落寸前の賤ヶ岳砦に援軍に行こうとする主君・長秀を、重臣・坂井直政と共に諫めた。しかし長秀は「直政は老巧の者だから自重せよと言うのはわかる。だが正吉は若いくせになぜそのようなことを言うのか」と叱ったという（『武家事紀』）。その後、丹羽軍は賤ヶ岳の友軍を助け、正吉はこの戦の活躍によって7600石に加増された。
長秀の死後、丹羽家は度重なる減封によって没落し、村上頼勝、溝口秀勝、太田牛一、長束正家、上田重安、戸田勝成など多くの重臣が去る中で、正吉は丹羽家を離れず、長秀の跡を継いだ子・丹羽長重に付き従った。やがて小田原征伐などの功により丹羽家が加賀国小松12万5千石に加増されると、正吉は家老として1万石を領した。
慶長5年（1600年）、関ヶ原の戦いの際、西軍についた丹羽家は東軍の前田利長の軍勢に奇襲をしかける（浅井畷の戦い）。このとき丹羽軍の大将は正吉で、殿軍の長連龍に対して大きな戦果を挙げた。戦後、主家が他の西軍の大名と同じく改易されると、正吉は結城秀康に見出され1万石で仕官するが、後に退去した。
その後は京で死去したとも、丹羽家が大名として復帰した際に息子と共に再仕官したともいわれる。没年は丹羽家譜では慶長8年（1603年）、江口家系図では寛永8年（1631年）とされている。後述の白河での逸話を考えると、主君の丹羽長重が白河に移封されたのが寛永4年（1627年）であるため、この頃までは生存していたとも考えられる。

## 逸話
- ある時、伊達政宗が名城と名高い丹羽家の白河城（白河小峰城）の近くを通った。政宗は「わしならこの程度の城、朝飯前には潰す」と豪語したが、腹心の片倉小十郎が「この城には江口三郎右衛門という高名な武者がおりますので、昼飯まではかかりましょう」と諫めた。（『白河古事考』）
- 大坂の陣で細川興元が兄・忠興に丹羽家と立花家の働きを問われ、まるでなっていないと評した。理由として「両家のこれまでの武功は江口（正吉）、十時（連貞）という歴戦の侍大将がいてこそのものでしたが、此度の戦では彼らがいないからです」と説明した。（『武功雑記』）
- 小谷城の戦いにおいて、織田信長、羽柴秀吉、柴田勝家らが高所から戦況を見ていた。その中で、茜色の弓袋の指物をした武者の働きが目覚ましく、秀吉らが「あれは誰だろう？」と首をかしげる中、信長は「あれは丹羽家の江口伝次郎（正吉の幼名）であろう」と言い当ててみせた。信長は正吉の武勇を褒め、自らの笄を与えた。（『丹羽歴代年譜　附録　家臣伝』）

## 参考資料
- 『小松市史』
- 『二本松市史』

## 関連作品
- うつろ屋軍師（簑輪諒）